# Ferrocarril transahariano
El ferrocarril transaharian fue un proyecto francés para construir una línea ferroviaria que atravesara Argelia hacia el sur, hasta el África subsahariana. Su propósito original era conectar minas de carbón e impulsar el comercio en el norte de África, unir el Imperio francés y conectar el norte de África con el África subsahariana mediante la conexión del sistema ferroviario existente de la Argelia francesa con el del África Occidental Francesa. 

## Historia
El plan para la línea ferroviaria se propuso por primera vez en 1879. La Cámara de Diputados asignó 800.000 francos para una expedición, pero la expedición Flatters, llamada así por su líder, Paul Flatters, fracasó cuando el equipo de reconocimiento fue masacrado por los tuareg en 1881. Un ingeniero, Monsieur A. Duponchel, fue el creador del gran plan; en 1900, el periódico francés Le Matin anunció que procedería por iniciativa privada tras una larga campaña a su favor por parte de Pierre Paul Leroy-Beaulieu.
Sin embargo, no fue hasta el gobierno de la Francia de Vichy que se promovió activamente. Se consideraba una forma de fortalecer la integridad del Imperio francés y el espíritu de la nación francesa en su conjunto.
El ferrocarril ofrecía numerosos beneficios. Proporcionaría una conexión rápida con Sudán y pondría los recursos sudaneses al alcance de Francia. Además, se suponía que transformaría la región y la convertiría en un productor líder de algodón y productos agrícolas. La cabaña ganadera y la producción de arroz aumentarían drásticamente, beneficiando así a la sociedad.
La Segunda Guerra Mundial coincidió con la construcción del ferrocarril, lo que llevó a que se construyera con mano de obra esclava entre 1941 y 1942. Los campos de trabajos forzados estaban dispersos por todo el país y el proyecto del ferrocarril transahariano los conectó. Judíos, exiliados republicanos españoles y otros prisioneros fueron obligados a trabajar en el proyecto. Los trabajadores "sufrían de mala alimentación y alojamiento, y vivían en pésimas condiciones sanitarias. Los guardias infligían torturas y atrocidades ante la más mínima infracción de las normas; los internos no eran tratados como seres humanos. Muchos morían a causa de las palizas; muchos más morían por brotes de tifus o simplemente por agotamiento y hambre".
Finalmente, el ferrocarril transahariano nunca se terminó; solo se construyó una pequeña parte de las vías. La construcción se detuvo en 1944 por falta de apoyo financiero, y en 1945 se rechazó oficialmente su continuación.